# Andy Pessoa
Andrew Stephan Pessoa (30 de octubre de 1995), más conocido como Andy Pessoa es un actor estadounidense. Su primer papel protagonista fue en la película Sospechoso. Actualmente trabaja en Aventuras en Odiseas, Zeke y Luther que se emite en Disney XD y en Transformers: Prime (2010) 

## Filmografía

### Películas
| Año  | Película                                   | Papel          | Notas                  |
| ---- | ------------------------------------------ | -------------- | ---------------------- |
| 2006 | Sospechoso                                 | Billy          | cortometraje           |
| 2007 | Si hubiera sabido que era un genio         | Niño dotado #2 | Película independiente |
| 2007 | Let's Play                                 | Jimmy          | Cortometraje           |
| 2008 | Wish                                       | Noah           | Cortometraje           |
| 2008 | Lower Learning                             | Walter         | Película independiente |
| 2009 | Nine                                       | Niño italiano  | voz                    |
| 2011 | Happiness Is A Warm Blanket, Charlie Brown | Shermy         | voz                    |
| 2012 | The Amazing Spider-Man                     | Gordon         |                        |

### Televisión
| Año  | Series                          | Papel                        | Notas                                                                                    |
| ---- | ------------------------------- | ---------------------------- | ---------------------------------------------------------------------------------------- |
| 2006 | Colgados en Filadelfia          | Pato equipo chico            | (episodio "La Banda retribuye")                                                          |
| 2006 | Hannah Montana                  | Joven Oliver Oken            | Episodios "¿recuerdas las palabras?" y "Money for Nothing, Guilt for Free"               |
| 2006 | Dos hombres y medio             | Andy                         | Episodio "Disculpas por la frivolidad"                                                   |
| 2006 | Medium                          | Ian Bankova                  | Episodios "Cuatro sueños: Parte 1" y "Cuatro sueños: Parte 2"                            |
| 2007 | Scrubs                          | Bobby                        | Episodio "Mi amigo con dinero"                                                           |
| 2008 | My Name Is Earl                 | Joven Kenny                  | Episodios "Piloto" (2005), "Coche de papá" (2006), "The Magic Hour" y "We've Got Spirit" |
| 2008 | Los Hechiceros de Waverly Place | Alfredo                      | Episodios de "Smarty Pants" y "Cuidado con Wolf"                                         |
| 2009 | Chuck                           | Joven Morgan                 | Episodio "Chuck Versus el mejor amigo"                                                   |
| 2009 | Zeke y Luther                   | Garrett "Yeso sucio" Delfino | Varios episodios                                                                         |
| 2010 | Transformers: Prime             | Rafael "Raf" Esquivel        | Voz                                                                                      |